# Schiffbruch unter Palmen
Schiffbruch unter Palmen (Originaltitel We’re Not Dressing) ist eine US-amerikanische Filmkomödie aus dem Jahr 1934 von Norman Taurog mit Bing Crosby und Carole Lombard in den Hauptrollen. Der Film wurde von Paramount Pictures produziert und gilt als Pre-Code-Film. Er basiert auf dem Bühnenstück The Admirable Crichton von J. M. Barrie und ist eine inoffizielle komödiantische Neuverfilmung des 1919 entstandenen Dramas Zustände wie im Paradies von Cecil B. DeMille.

## Handlung
Doris Worthington, eine verwöhnte Erbin, wird von den Prinzen Alexander und Michael auf ihrer Privatyacht umworben. Gelangweilt von dem aristokratischen Gehabe beginnt Doris den Seemann Stephen Jones zu maßregeln. Sie wirft ihm vor, seine Zeit mit Gesang zu verschwenden, anstatt sich um ein Kapitänspatent zu kümmern. Stephens Weigerung führt dazu, dass sie ihm eine Ohrfeige verpasst. Diese beantwortet er wiederum mit einem Kuss, woraufhin sie ihn feuert.
Neben der Besatzung sowie Doris und den Prinzen befinden sich auch Doris Onkel Hubert, dessen Freundin Edith sowie das Botaniker-Ehepaar George und Gracie an Bord. Onkel Hubert betrinkt sich und verursacht einen Ruderausfall. In dichtem Nebel läuft die Yacht auf ein Riff. Dabei schlägt sich Doris den Kopf an und wird bewusstlos. Stephen rettet sie und verlässt mit ihr und den anderen Passagieren die Yacht. Von der Besatzung hat außer Stephen niemand das Unglück überlebt. Nachdem die Gruppe eine Insel erreicht hat, geben sich die Prinzen Doris gegenüber als ihre Retter aus.
Die anfallenden Aufgaben, wie Nahrungssuche und Bau einer Schutzhütte, will man auf Stephen abwälzen. Doch dieser weigert sich, da Doris ihn entlassen und keine Befehlsgewalt mehr über ihn hat. Die bislang verwöhnten und über Dienerschaft verfügenden Passagiere müssen hungrig zusehen, als Stephen sich ein Mahl aus Muscheln und Kokosnüssen zubereitet. Gezwungenermaßen werden sie einsichtig und suchen sich selbst Nahrung, auch wenn sich Doris über Stephens ablehnende Haltung ärgert.
Doris unternimmt eine Wanderung durch den Dschungel und gerät in eine von Gracie gefertigte Löwenfalle. Gracies Mann George will die Insel wissenschaftlich untersuchen und hat sich deshalb mit seiner Frau auf die andere Seite der Insel zurückgezogen. Doris wird befreit und von dem Ehepaar eingeladen, bei ihnen zu bleiben. Doch Doris will lieber zurück zu Stephen. Sie bekommt von Gracie und George einige Werkzeuge und Material, welches sie am Strand deponiert. Stephen findet die deponierten Sachen und ist stolz auf seinen Fund. Er baut innerhalb eines Tages eine komplette Schutzhütte. Am Abend gestehen sich Doris und Stephen gegenseitig ihre Liebe.
Zwei Suchboote erreichen die Insel. Gracie und George enthüllen, woher die Werkzeuge stammten. Der über Doris Streich verärgerte Stephen setzt sich in ein anderes Boot als Doris. Dieser wird klar, wie sehr sie Stephen vermisst. Sie ist fest entschlossen, sich wieder mit ihm zu vertragen.

## Produktion

### Produktionsnotizen
Die Dreharbeiten begannen am 15. Januar 1934 in den Paramount-Studios in Los Angeles. Die Außenaufnahmen entstanden während drei Wochen auf Santa Catalina Island vor der kalifornischen Küste.
Mack Gordon und Harry Revel schrieben die Songs Love Thy Neighbors, May I?, Once in a Blue Moon, She Reminds Me of You Goodnight, Lovely Little Lady, Riding Round in the Rain und New Spanish Costum. Das für diesen Film komponierte Stück It’s the Animal in Me wurde herausgeschnitten und kam ein Jahr später im Musical The Big Broadcast of 1936 zur Aufführung.

### Stab und Besetzung
Hans Dreier und Ernst Fegté waren die Filmarchitekten. LeRoy Prinz übernahm die Tanzchoreografie.
Obwohl Marion Dix in den in der AMPAS-Bibliothek geführten Daten zusammen mit weiteren Autoren als Drehbuchautorin aufgeführt ist, taucht sie in den Daten zum endgültigen Film nicht mehr auf.
Lombard, die es bereut hatte, die Co-Hauptrolle in Crosbys Erfolgsfilm The Big Broadcast (1932) abgelehnt zu haben, ergriff die Gelegenheit mit Crosby zusammenzuarbeiten, als Miriam Hopkins die weibliche Hauptrolle im Film ablehnte. Crosby und Lombard verstanden sich gut. Crosby mochte Lombards unkomplizierte Art, ihre Vorliebe für Schabernack und ihre direkte Sprache. Er äußerte sich später sehr positiv über seine Kollegin. Lombard, die voller Lebensfreude war und 1938 in einem Interview erzählte, dass sie alles liebe, was sie tue, egal, was es auch sei, kam wenige Jahre später im Alter von 33 Jahre bei einem Flugzeugabsturz ums Leben.
In kleinen nicht im Abspann erwähnten Nebenrollen traten Sam Ash als Kapitän eines Suchbootes und Harry Wilson als lächelnder Matrose auf. Einen Gastauftritt hatte der Komponist Ken Darby als Mitglied der Gesangsgruppe The King’s Men.

### Veröffentlichung
Die Premiere des Films fand am 25. April 1934 in New York statt. Zwei Tage später lief der Film allgemein in den Vereinigten Staaten an. Im selben Jahr wurde der Film auch in folgenden Ländern veröffentlicht: Ungarn, Dänemark, Australien und Schweden. Veröffentlicht wurde er zudem in Brasilien, Japan, in der Sowjetunion, in Spanien und im Vereinigten Königreich.
In der Bundesrepublik Deutschland kam der Film nicht ins Kino, sondern wurde erstmals am 26. Februar 1985 im deutschen Fernsehen ausgestrahlt.

## Kritiken
Das Lexikon des internationalen Films schrieb: „Ausgelassene Slapstick-Komödie, die sich wenig um die alberne Handlung schert, sondern von Dialogscharmützeln und -komik lebt.“
Die Redaktion der Variety bezeichnete das Werk als fraglos guten Film, der grundsätzlich unterhalte.
Mordaunt Hall schrieb in der New York Times, dass diese musikalische Geschichte bis zu einem gewissen Grad von dem Barrie-Stück The Admirable Crichton inspiriert worden sei, jedoch nur ein lockeres Paket aus Gelächter und Chansons d’Amour biete einschließlich der Plausibilität und des romantischen Beigeschmacks einer durchschnittlichen Musikkomödie. Der Film sei schön fotografiert und klug inszeniert. Und obwohl er vielleicht etwas zu viel gestöhnte Melodien enthalte, immer kurzweilig.